# Крапивина, Марина Владимировна
Марина Владимировна Крапивина (род. 28 февраля 1971, Москва) — российский драматург, сценарист, автор текстов, член Союза писателей Москвы.

## Биография
Марина Крапивина родилась в Москве 28 февраля 1971 года. Окончила Московский государственный университет печати.
Финалист драматургических конкурсов и театральных фестивалей: «Любимовка» (Москва), «Евразия» (Екатеринбург), «Текстура» (Пермь), «Золотая маска» (Москва), «Свободный театр» (Минск) и др.
Участвовала в русско-американском проекте «Книжные крылья/Book Wings» (Московский Художественный театр имени А. П. Чехова совместно с Айовским университетом, 2013) с пьесой «Близость».
Пьеса М. Крапивиной «Ставангер» опубликована в журнале «Современная драматургия» и поставлена в Таллине (реж. Ю.Муравицкий), в Лиепае (реж. К.Богомолов). , в Уфе (реж. Александр Серов).
По сценарию Марины Крапивной снят документальный фильм «Слово на ладони», 2015 (реж. Юрий Малюгин).
Это истории о слепоглухих людях, которые получают информацию из человеческих рук и лицевых черт, из каждого живого прикосновения. Эти люди не видят и не слышат, но они умеют использовать то, что часто не замечают в огромном море информации зрячие и слышащие.

## Спектакли
- 2023 - "Наташа" (реж. Светлана Землякова пьеса "Абулия") Москва, Театр Наций
- 2021 — «Вечер одиноких сердец» (реж. Ольга Прихудайлова), Театр.doc (Москва)
- 2021 — «Тайм-аут» (реж. Петр Шерешевский), театр «Красный факел» (Новосибирск)
- 2020 — «Побочный эффект» (реж. Владимир Скворцов), зум-спектакль
- 2019 — «Бросить легко» (реж. Даниел Мунтяну), Свободный театр «Тотем» (Кишинев, Молдова)[4]
- 2019 — «Тайм-аут» (реж. Владимир Скворцов), Тверской ТЮЗ[5]
- 2018 — «Переход» (реж. Талгат Баталов), Саратовский ТЮЗ им. Ю. П. Киселева
- 2017 — Спектакль-экскурсия «Хранитель» (реж. Талгат Баталов).[6]
- 2017 — «In Touch», международная версия спектакля «Прикасаемые»: премьеры состоялись в Лондоне (produced in association with Graeae Theatre Company, Sense, the British Council, and the National Theatre) (Production Team Director — Ruslan Malikov, Associate Director — Jenny Sealey) и Париже (в штаб-квартире Юнеско)
- 2015 — «Тобольск. Доска Почета» (реж. Дмитрий Брусникин), Тобольский драматический театр им. Ершова[7]
- 2015 — «Прикасаемые» (реж. Р. Маликов) (Театр Наций в сотрудничестве с фондом Со-единение) — масштабный проект социального театрального искусства в России . Премьера спектакля состоялась с участием Ингеборги Дапкунайте и Анатолия Белого.[8]
- 2015 — «Вперед, Москвич» (реж. В. и Г. Сурковы), Культурный центр «Москвич».[9]
- 2014 — «Сигналы примирения» (реж. Вера Попова), Прокопьевский драматический театр
- 2014 — «Ставангер» (реж. А. Серов), Башкирский драматический театр
- 2014 — «Шкаф», ТЮЗ (Красноярск), реж. Талгат Баталов
- 2013 — «Бросить легко», (Реж. Р. Маликов), Театр Наций[10][11]
- 2012 — «Ставангер. PULP PEOPLE» (реж. К. Богомолов), Лиепайский драматический театр (Латвия)[12]
- 2012 — «Ставангер» (реж. Юрий Муравицкий), Новый театр (Таллин, Эстония)
- 2012 — «Русские, они такие…» (реж. Юлия Ауг), Новый театр (Таллин)

## Пьесы и сценарии
- «Клуб одиноких сердец», 2019
- «Абулия», 2020
- «Тайм-аут», 2018
- «Центр звезды», сценарий (в соавторстве с Николаем Шептулиным)
- «Поехали», сценарий
- «Солитеры», сценарий

- «Болото», 2013
- «Бросить легко», 2014
- «Сигналы примирения», 2014
- «Шапка», 2015
- «Ставангер», 2011
- «Мартовские иды», 2010

В 2010 Марина Крапивина стала финалистом драматургического конкурса «Любимовка» с монопьесой «Мартовские иды». С этой пьесой была приглашена в Йельский университет (вместе с драматургом Ниной Беленицкой), где молодой режиссёр Михаил Овчинников представил эскизы спектакля в студенческом театре Yale Cabaret (Нью-Хейвен) и в театре «La Mama» (Нью-Йорк).
Пьесы переводились на английский, польский, эстонский, латышский языки.

## Фильмография
- документальный фильм «Слово на ладони», 2015 (реж. Юрий Малюгин), студия «Остров»
- документальный фильм «Владимир Маканин. Цена личного голоса», 2018 (реж. Юрий Малюгин), студия «Остров»
- документальный фильм «695», 2019 (реж. Юрий Малюгин), студия «Остров»
- художественный фильм "Тайм-аут", 2023 (реж. Владимир Скворцов), кинокомпания "Галактика"

## Публикации
- Крапивина Марина. Ставангер // Современная драматургия. — № 4, 2011
- Krapivina Marina. Intimacy // Book wings. Iowa City, University of Iowa, U.S.A, 2013
- Krapivina Marina. Signals of Reconciliation // Oberon Books, Belarus Free Theatre, London, 2014
- Krapiwina Marina. Stavanger // Antologia wspolczesnego dramatu rosyjskiego. tom II/ wybor Andriej Moskwin. — Warszawa, 2016
- Крапивина Марина. День города // Электронный литературный журнал «Лиterraтура», № 114, апрель 2018
- Крапивина Марина. День рожденья. Урок труда. Полоса отчуждения (Рассказы) // Волга. — 3-4 (473), 2018
- Крапивина Марина. Тайм-аут // Современная драматургия. — № 2, 2019
- Крапивина Марина. Короткие рассказы // Электронный литературный журнал «Лиterraтура», № 144, сентябрь 2019